# 의자의 역사

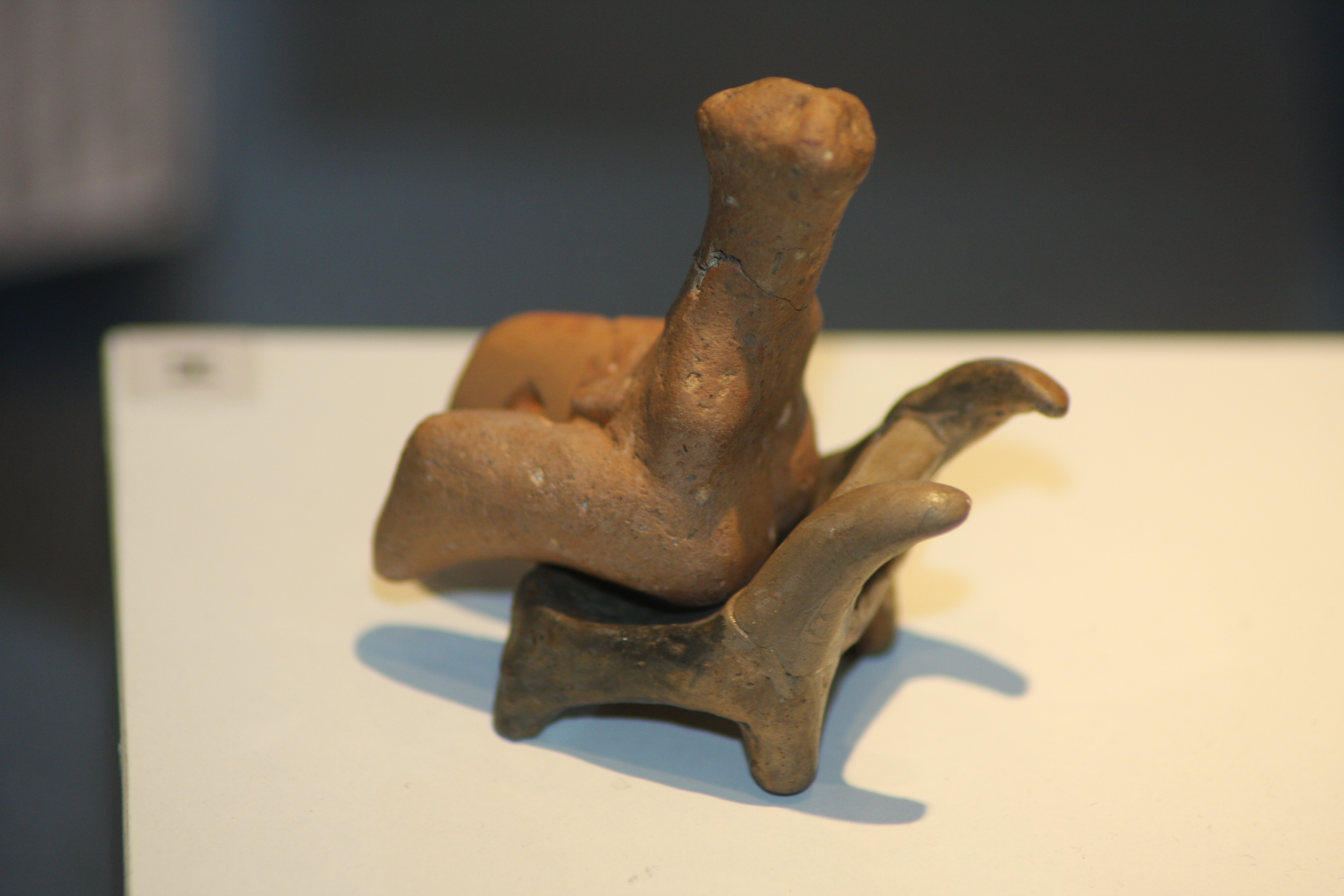
4750-4600BC 경의 진흙으로 만든 유럽식 의자

의자(椅子)는 아주 오랜 역사를 갖고 있다. 수천년동안 이것은 실용적인 목적으로 사용되기보다는 존엄과 위엄을 보여주기 위해 사용되었다. 지금도 국회나 공식 회의 자리에서 "의자"(의석)는 권위의 상징이다. 의자는 사실 16세기까지 흔하지 않았다. 그때까지는 일상 생활에서 수납장, 벤치, 스툴(stool, 팔걸이와 등받이가 없는 의자)에 앉는 것이 보통이었고, 옛날 의자 중에 지금도 온전한 것은 극소수이다. 옛날 의자의 대부분은 성직자와 군주가 사용했던 것이다. 미술 작품이나 기념물 등을 조사하면 고대의 의자에 대한 지식을 얻을 수 있다. 실제로 의자에 관한 많은 유물들이 런던의 대영 박물관과 카이로의 이집트 박물관 등에 있다.

## 고대 의자

### 고대 이집트의 의자

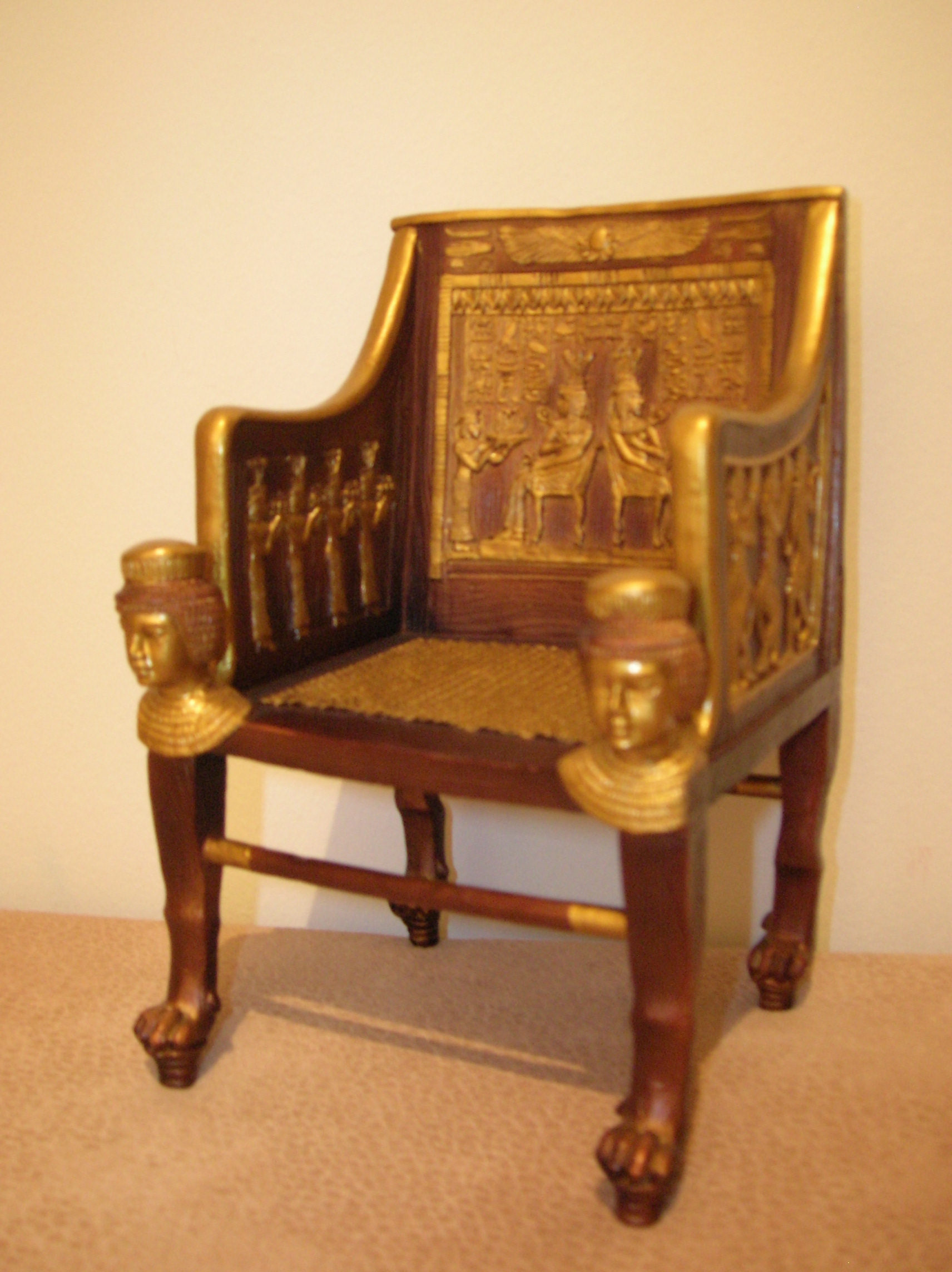
고대 이집트 왕자
시타문의 의자

고대 이집트 의자는 굉장히 화려하다. 흑단 나무와 상아로 장식한 의자가 있는가 하면 조각한 나무에 금도금을 하여 장식한 의자도 있다. 여기에서 의자에 쓰인 재료가 무척 비싸다는 것을 알 수 있다. 의자의 다리로 짐승의 다리를 묘사한 것도 있고, 포로나 죄수의 모습을 묘사한 것도 있다. 왕가의 골짜기(the Valley of the Kings)에서 발견된 의자는 놀랍게도 나폴레옹의 이집트 원정 후에 나타나는 "제국" 스타일의 의자와 아주 작은 부분까지 비슷하다. 니네베에서 발견된 유물 중에는 등받이가 없지만 다리 끝 부분이 사자나 황소의 발 모양으로 멋스럽게 조각된 의자가 있다. 그밖에 여신상 모양의 다리를 가진 의자가 있다.

### 고대 그리스, 로마의 의자
그리스 의자의 역사는 지금까지 알려지기로는 기원전 6, 5세기까지 거슬러 올라간다. 파르테논 신전의 프리즈에는 빗장처럼 생긴 등받이와 볼록한 다리를 가진 정사각형 의자에 제우스가 앉아 있는 모습이 조각되어 있다. 이 의자에는 날개가 달린 스핑크스와 짐승의 발이 장식되어 있다. 고대 로마 의자의 특징은 대리석을 사용했다는 것이다. 이 의자도 역시 대리석으로 꾸며졌다. 고대 로마 고관대작의 의자는 현대적인 접이식 의자와 비슷하지만 현대의 의자보다 화려하다. 이 외에 의자의 장식으로 니케, 돌고래, 사자 형상이 활용되었다.
지금까지 전해오는 고대의 희귀한 의자 중에서도 가장 유명한 것은 로마의 성 베드로 대성당에 있는 성 베드로의 의자이다. 의자의 나무 부분은 상당히 썩었지만 고대의 세디아 게스타토리아(Sedia gestatoria, 교황이 타고 다니는 가마)와 비잔틴 양식의 의자와 비슷하게 생겼다는 것을 알 수 있다. 성 피터의 의자는 헤라클레스의 12가지 공적을 표현한 상아 조각으로 장식되어 있다.

### 당나라의 의자
7세기 이전, 한족은 자기들과 이웃한 한민족, 일본, 돌궐 문화와 비슷하게, 앉을 때 방바닥에 바로 앉거나 그 위에 방석을 깔고 앉았다. 이렇게 앉는 방식은 책상다리(양반다리, 아빠다리), 가부좌(跏趺坐), 정좌(正座, せいざ, Seiza), 연화좌(蓮花座, Lotus position) 등으로 부른다.
중국에서 휴대가 간편하고 접을 수 있는 스툴이 유목민에 의해 소개된 지 수백 년 만에, 앉는 방식에 주목할 만한 변화가 당나라 때 일어났다. 휴대용 접이식 스툴은 높은 등받이가 있고 품위있고 안정적인 의자로 발전했다. 이 높다란 의자는 당의 고관 사이에 등장하기 시작하였고, 이 의자의 사용은 사회 각계 각층에 빠르게 전파되었다. 12세기 무렵에는 중국에서 바닥에 그냥 앉는 경우가 거의 드물었다. 이것은 다른 아시아 국가와 다른 중국의 특색이 되었다.

## 중세의 의자

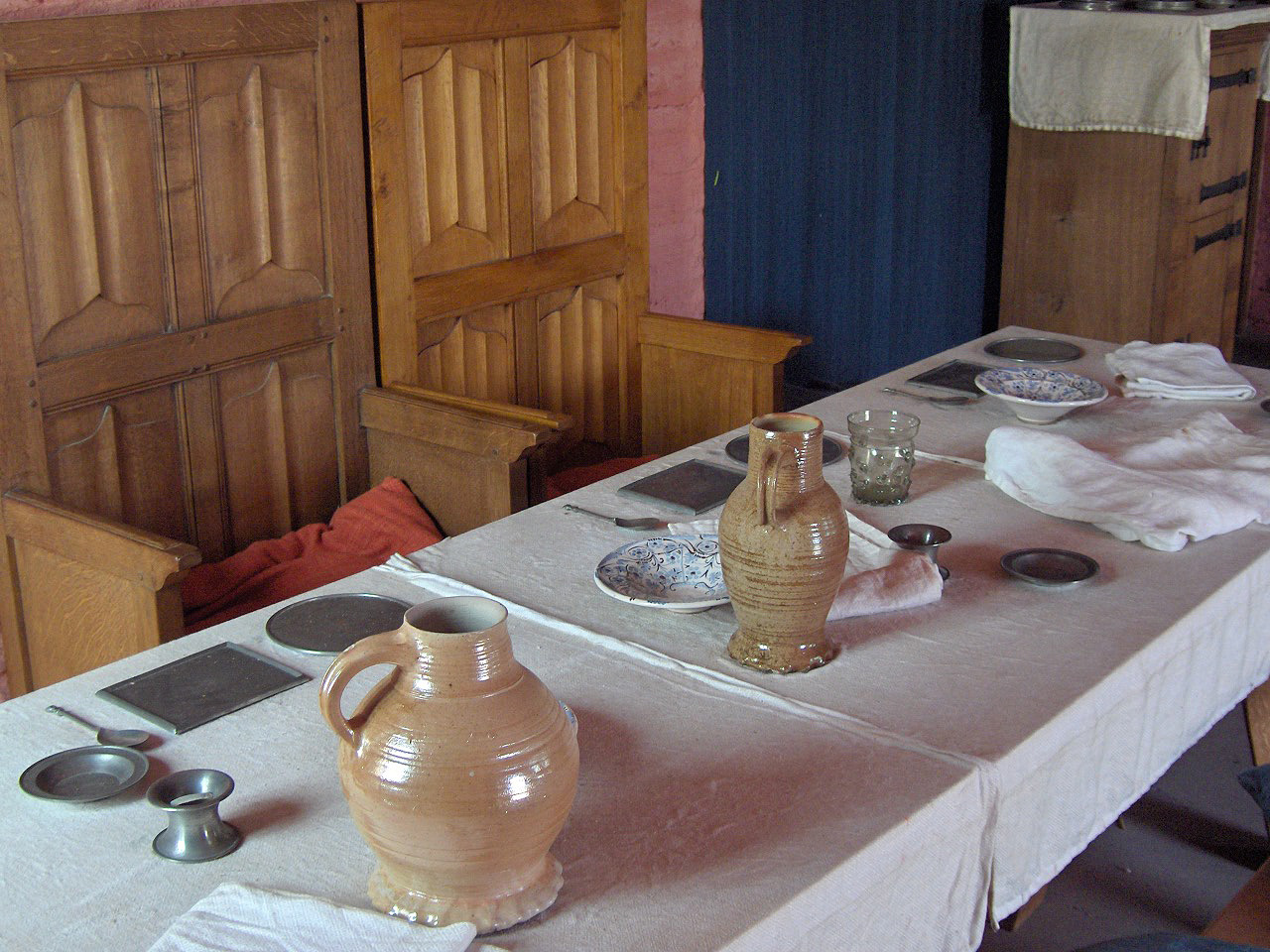
영주의 의자. 등받이가 높다. 의자 앞의 식탁 위에는 마졸리카 도자기, 중세의 그릇과 양철 식기가 있다.

라벤나 교회의 막시미안의 의자(Chair of Maximian)는 기원후 6세기 중반의 것이라고 여겨진다. 이것은 대리석으로 만들어졌고 둥그스름하고 등받이가 높다. 또한 여기에 기독교에 대한 신앙심이 조각되어 있다. 그밖에 조그마한 공간에는 동물, 꽃, 잎사귀, 새들이 새겨져 있다. 루브르 박물관에는 다고베르의 의자(Chair of Dagobert)라고 불리는 오래된 의자도 있다. 이것은 구리를 주조해 만들어졌고 정(鋌,Chisel)으로 조각하였다. 부분적으로는 금도금되었다. 의자의 다리 끝부분은 동물의 발로 장식되어 있다. 이 의자들도 높은 신분의 사람들이 사용하던 것이다.
이런 사례들에서 당시의 의자는 통치자, 성직자의 전유물이었음을 알 수 있다. 당시 의자가 주는 '왕좌'의 느낌은 중세 건축 양식의 성격과도 비슷했다. 하지만 고딕조(調)가 점점 쇠퇴하면서 일어난 르네상스는 의자의 형태와 성격에도 영향을 미친다.

## 근세의 의자

### 19세기 의자
아르 누보 양식에 따라 단순함을 강조한 의자가 등장하기 시작했다. 한편 공예 운동(Arts and Crafts Movement)에 영향을 받은 의자의 특징은 직선적이고 무거운 느낌이 있다는 것과 장식을 되도록 하지 않았다는 점이다.

### 20세기 의자
20세기에는 의자 제작에 쓰이는 기술이 발전하여 금속으로만 만들어진 접이식 의자, 다리가 금속으로 만들어진 의자, 플라스틱을 주조하여 만든 의자, 인체 공학적 의자 등이 등장했다. 특히 안락의자가 인기를 얻었는데, 여기에는 라디오, 텔레비전의 등장도 한몫을 하였다. 1960년대부터 나비 의자(Butterfly chair, 쇠파이프의 프레임에 천을 씌운 의자), 콩주머니 의자(Beanbag chair), 달걀 의자(Egg chair), 누에고치 의자(Pod chair)가 등장했다. 기술의 발전은 중합체나 합판이나 가죽으로 만들어진 의자를 탄생시켰다. 마사지 의자까지 등장하였고 이것은 지금도 전 세계 가정에서 사용되고 있다.

## 한국 의자의 역사
1876년 개항과 함께 새로운 문물의 유입이 진행되었다. 그와 동시에 점진적으로 서구화가 이루어졌고 외국인 숙소나 친일파, 기독교인들을 중심으로 신식화가 진행되어 집 안에 입식가구 등을 구비하기 시작하였다.

## 같이 보기
- 전기의자
- 걸상

## 참고 문헌
본 문서에는 현재 퍼블릭 도메인에 속한 브리태니커 백과사전 제11판의 내용을 기초로 작성된 내용이 포함되어 있습니다.